# Ministerio de Asuntos Exteriores (Finlandia)
El Ministerio de Asuntos Exteriores de Finlandia (en finés. ulkoasiainministeri; en sueco: utrikesminister) se ocupa de los asuntos exteriores de Finlandia. La actual Ministra de Asuntos Exteriores es Elina Valtonen, el actual Ministro de Cooperación para el Desarrollo y Comercio Exterior es Ville Tavio y el Ministro de Cooperación Nórdica y Equidad es Thomas Blomqvist.
Tres ministros son parte del Ministerio de Asuntos Exteriores en el gabinete actual:
- Ministro de Asuntos Exteriores, responsable de la política exterior y de seguridad y asuntos generales de servicios extranjeros.
- Ministro de Cooperación para el Desarrollo y Comercio Exterior, responsable de las relaciones económicas, la coordinación de los asuntos de la UE, la coordinación de las relaciones del país con los estados y la planificación y coordinación de las relaciones nórdicas de Finlandia.
- Ministro de Cooperación Nórdica y Equidad, responsable de las materias relacionadas con la cooperación entre países nórdicos.

## Mandato constitucional
La sección 93 (Competencia en el área de asuntos de política exterior) de la Constitución de Finlandia dispone:
La política exterior de Finlandia es dirigida por el Presidente de la República, en cooperación con el Gobierno.
Sin embargo, el Parlamento acepta las obligaciones internacionales de Finlandia y su denuncia y decide sobre la puesta en vigor de las obligaciones internacionales de Finlandia en la medida en que se dispone en esta Constitución. El Presidente decide sobre los asuntos de guerra y la paz, con el consentimiento del Parlamento.
El Gobierno es responsable de la preparación nacional de las decisiones a tomar en la Unión Europea, y decide sobre las medidas finlandesas concomitantes, a menos que la decisión requiera la aprobación del Parlamento.
El Parlamento participa en la preparación nacional de las decisiones que se harán en la Unión Europea, conforme a lo dispuesto en esta Constitución.
La comunicación de importantes posiciones de política exterior a los Estados extranjeros y organizaciones internacionales es responsabilidad del Ministerio con competencias en asuntos exteriores.
Este último párrafo especifica la responsabilidad constitucional del Ministerio de Asuntos Exteriores.